# شکست (رمان)
شکست (به فرانسوی: La Débâcle)، با نام اصلی افتضاح، رمانی است از نویسنده، روزنامه‌نگار و نمایش نامه نویس فرانسوی، امیل زولا، که در سال ۱۸۹۲ در فرانسه منتشر شد. این کتاب نوزدهمین جلد از مجموعهٔ ۲۰ جلدی روگن ماکار است، داستان در زمان حوادث سیاسی و نظامی دوران حکومت ناپلئون سوم و امپراتوری رم، به ویژه جنگ فرانسه و پروس، نبرد سدان و کمون پاریس تنظیم شده‌است، ماجرا از تابستان ۱۸۷۰ شروع می‌شود یعنی همان زمانی که تنش‌های جدی دیپلماتیک بین فرانسه و پروس (هسته اصلی آلمان که در حال ظهور بود و در آن زمان از تعدادی شهرستان‌های متفاوت، مناطق و امیر نشین‌های مختلف تشکیل شده بود) آغاز گردیده بود، فرانسه امیدوار به یک پیروزی سریع و برق آسا به واسطه راه پیمایی ارتش خود به سمت برلین بود که حوادث به شکل دیگری رقم می‌خورد.

## پی‌ریزی داستان
طرح کلی این داستان زولا با پیش زمینهٔ جنگ فرانسه و پروس به سال ۱۸۷۵ آغاز می‌گردد، شکست در جنگ سِدان، فروپاشی امپراتوری دوم و برقراری و شکست کُمون پاریس از وقایع شرح داده شده در این کتاب است، با توجه به نُکات فوق می‌توان چنین نتیجه گرفت که به واقع این کتاب، یگانه اثر زولا است که به شکلِ کامل در زمینه‌ای تاریخی روی می‌دهد، انتشار اثر با موفقیت بزرگ همراه بود، وقتی رُمان منتشر شد، یازده سال از تاریخ وقایع کُمون می‌گذشت با این همه بسیاری از خوانندگان، هنوز جزئیات ماجرا را به خاطر داشتند و تعداد بسیار زیادی از کسانی که در ماجرای آن جنگ نقش پُررنگی داشتند از جمله ژنرال‌ها، سیاستمداران و سربازان و حادثه‌آفرینان آن هنوز زنده بودند، در اوایل تشکیل کمون، خود زولا در پاریس زندگی می‌کرد و مشاهدات او از واقعهٔ کمون، مشاهدات و تقریرات یک شاهد عینی است.

## ترجمه به فارسی
این کتاب با مشخصات زیر در ایران چاپ شده‌است:
- زولا، امیل، شکست، ترجمهٔ فرهاد غبرایی، نیلوفر